# Bay-Adelaide Centre
Le Bay-Adelaide Centre est un ensemble de deux gratte-ciel de 215 et 196 mètres construits en 2010 et en 2016 à Toronto au Canada. 